# Verein für Rasenspiele 1921 Aalen 2010-2011
Questa voce raccoglie le informazioni riguardanti il Verein für Rasenspiele 1921 Aalen nelle competizioni ufficiali della stagione 2010-2011.

## Stagione
Nella stagione 2010-2011 l'Aalen, allenato da Rainer Scharinger e Ralph Hasenhüttl, concluse il campionato di 3. Liga al 16º posto. In Coppa di Germania l'Aalen fu eliminato al primo turno dallo Schalke 04.

## Rosa
| N. |                     | Ruolo | Calciatore       |
| -- | ------------------- | ----- | ---------------- |
| 1  | Germania (bandiera) | P     | Daniel Bernhardt |
| 2  | Germania (bandiera) | C     | Martin Dausch    |
| 3  | Germania (bandiera) | D     | Jürgen Mössmer   |
| 4  | Turchia (bandiera)  | D     | Aytaç Sulu       |
| 6  | Germania (bandiera) | C     | Ralf Kettemann   |
| 7  | Germania (bandiera) | A     | Anton Fink       |
| 8  | Germania (bandiera) | D     | Benjamin Barg    |
| 9  | Germania (bandiera) | A     | Oliver Wild      |
| 10 | Germania (bandiera) | C     | Andreas Schön    |
| 11 | Germania (bandiera) | C     | Enrico Valentini |
| 13 | Germania (bandiera) | D     | Marcel Klefenz   |
| 14 | Germania (bandiera) | D     | Kevin Ruiz       |
| 15 | Germania (bandiera) | C     | Mario Hohn       |
| 16 | Germania (bandiera) | D     | Sascha Herröder  |
| 17 | Ghana (bandiera)    | C     | Joseph Mensah    |
| 17 | Germania (bandiera) | A     | Matthias Morys   |
| 18 | Germania (bandiera) | A     | Christian Haas   |

| N. |                     | Ruolo | Calciatore               |
| -- | ------------------- | ----- | ------------------------ |
| 19 | Germania (bandiera) | C     | Thomas Scheuring         |
| 20 | Germania (bandiera) | C     | Lukas Foelsch            |
| 21 | Germania (bandiera) | D     | Tim Bauer                |
| 22 | Brasile (bandiera)  | C     | Daniel Serejo            |
| 23 | Germania (bandiera) | C     | Andreas Hofmann          |
| 24 | Germania (bandiera) | P     | Marcel Wehr              |
| 25 | Germania (bandiera) | D     | Manuel Strahler          |
| 26 | Germania (bandiera) | A     | Marco Grüttner           |
| 27 | Germania (bandiera) | P     | Philipp Pless            |
| 28 | Germania (bandiera) | A     | Fabian Weiß              |
| 30 | Germania (bandiera) | A     | Robert Lechleiter        |
| 31 | Germania (bandiera) | D     | Felix Schmidt            |
| 34 | Brasile (bandiera)  | C     | Raphael Almeida-Knüttgen |
| 35 | Austria (bandiera)  | C     | Kevin Thonhofer          |
| 36 | Germania (bandiera) | D     | Dennis Kempe             |
| 37 | Germania (bandiera) | D     | Sascha Traut             |
| 38 | Germania (bandiera) | P     | Daniel Strähle           |

## Organigramma societario
Area tecnica
- Allenatore: Ralph Hasenhüttl
- Allenatore in seconda: Ralf Friedberger
- Preparatore dei portieri: Timo Reus
- Preparatori atletici:

## Calciomercato

### Sessione estiva
| Acquisti | Acquisti           | Acquisti                 | Acquisti |
| R.       | Nome               | da                       | Modalità |
| -------- | ------------------ | ------------------------ | -------- |
| D        | Dominik Bentele    | Reutlingen               |          |
| A        | Thomas Brechler    | Hessen Kassel            |          |
| A        | Rufus Froschauer   | Astoria Walldorf         |          |
| D        | Sascha Herröder    | Eintracht Francoforte II |          |
| A        | Yannick Kakoko     | Greuther Fürth           |          |
| D        | Jürgen Mössmer     | Eintracht Francoforte II |          |
| A        | Elia Soriano       | Darmstadt                |          |
| D        | Manuel Strahler    | Ulma U19                 |          |
| C        | Kevin Thonhofer    | Leoben                   |          |
| D        | Fabian Trettenbach | Norimberga U19           |          |
| C        | Enrico Valentini   | Norimberga II            |          |
| P        | Marcel Wehr        | TSV Großbardorf          |          |
| A        | Oliver Wild        | Illertissen              |          |

| Cessioni | Cessioni             | Cessioni           | Cessioni |
| R.       | Nome                 | a                  | Modalità |
| -------- | -------------------- | ------------------ | -------- |
| A        | Marcel Brandstetter  | Kickers Stoccarda  |          |
| C        | Fitim Fazlija        | Waldhof Mannheim   |          |
| D        | Gérard Geisbusch     | Fola Esch          |          |
| D        | Daniel Hägele        | Ulma               |          |
| D        | Clément Halet        | Preußen Münster    |          |
| D        | Demir Januzi         | SGV Freiberg       |          |
| D        | Fabian Liesenfeld    | Sportfreunde Lotte |          |
| A        | Turan Sahin          | SGV Freiberg       |          |
| C        | Kevin Wittke         | Wormatia Worms     |          |
| A        | Alexander Zimmermann | Astoria Walldorf   |          |

### Sessione invernale
| Acquisti | Acquisti       | Acquisti               | Acquisti |
| R.       | Nome           | da                     | Modalità |
| -------- | -------------- | ---------------------- | -------- |
| A        | Anton Fink     | Karlsruhe              |          |
| A        | Matthias Morys | PSFK Černomorec Burgas |          |

| Cessioni | Cessioni           | Cessioni                 | Cessioni |
| R.       | Nome               | a                        | Modalità |
| -------- | ------------------ | ------------------------ | -------- |
| A        | Yannick Kakoko     | Wehen Wiesbaden II       |          |
| D        | Fabian Trettenbach | Jahn Ratisbona II        |          |
| D        | Dominik Bentele    | Sonnenhof G.             |          |
| A        | Thomas Brechler    | Hessen Kassel            |          |
| A        | Elia Soriano       | Eintracht Francoforte II |          |

## Risultati

### 3. Liga

#### Girone di andata
| Arbitro: | Osmers |

|                                                 |           |  |
| Lartey 31’ Neitzel 54’ von Walsleben-Schied 81’ | Marcatori |  |

| Arbitro: | Leicher |

|                |           |                        |
| Lechleiter 53’ | Marcatori | 9’ Rahn 74’ Cannizzaro |

| Arbitro: | Seidel |

|          |           |                  |
| Maek 13’ | Marcatori | 89’ (rig.) Bauer |

| Aalen 8 agosto 2010, ore 14:00 CEST 4ª giornata | Aalen   | 0 – 0 referto | Unterhaching | Scholz-Arena (4 089 spett.)\| Arbitro: \| Gorniak \| |
| Arbitro:                                        | Gorniak |               |              |                                                      |

| Arbitro: | Cortus |

|                                             |           |          |
| Müller 14’ (rig.) Stroh-Engel 33’ Evers 78’ | Marcatori | 13’ Barg |

| Arbitro: | Wingenbach |

|          |           |  |
| Sulu 66’ | Marcatori |  |

| Arbitro: | Dankert |

|                     |           |  |
| Laux 79’ Occéan 90’ | Marcatori |  |

| Aalen 18 settembre 2010, ore 14:00 CEST 8ª giornata | Aalen     | 0 – 0 referto | Eintracht Braunschweig | Scholz-Arena (3 175 spett.)\| Arbitro: \| Beitinger \| |
| Arbitro:                                            | Beitinger |               |                        |                                                        |

| Jena 22 settembre 2010, ore 18:30 CEST 9ª giornata | Carl Zeiss Jena | 0 – 0 referto | Aalen | Ernst-Abbe-Sportfeld (4 285 spett.)\| Arbitro: \| Osmers \| |
| Arbitro:                                           | Osmers          |               |       |                                                             |

| Arbitro: | Valentin |

|                 |           |           |
| Dausch 24’, 34’ | Marcatori | 48’ Mayer |

| Arbitro: | Glasmacher |

|                |           |  |
| Jungnickel 41’ | Marcatori |  |

| Arbitro: | Dankert |

|                |           |           |
| Lechleiter 23’ | Marcatori | 47’ Grgić |

| Arbitro: | Achmüller |

|                      |           |                                    |
| Jungwirth 11’ (rig.) | Marcatori | 1’ Schön 54’ Lechleiter 88’ Dausch |

| Arbitro: | Seidel |

|                         |           |                        |
| Haas 23’ Lechleiter 32’ | Marcatori | 65’ Yılmaz 90’ Jüllich |

| Arbitro: | Dietz |

|             |           |                                          |
| Abrahám 29’ | Marcatori | 28’ Lechleiter 45’ (rig.) Bauer 50’ Haas |

| Arbitro: | Stieler |

|                         |           |                                   |
| Haas 18’ Lechleiter 72’ | Marcatori | 25’, 90’ Schweinsteiger 64’ Erfen |

| Arbitro: | Dittrich |

|                                            |           |                     |
| Hille 43’ Piossek 61’ Alder 63’ Taylor 78’ | Marcatori | 13’ Dausch 20’ Haas |

| Arbitro: | Kempter |

|             |           |           |
| Riemann 68’ | Marcatori | 27’ Morys |

| Arbitro: | Gorniak |

|  |           |                                                        |
|  | Marcatori | 4’, 55’ Semmer 80’ Caillas 88’ (rig.) Pfingsten-Reddig |

#### Girone di ritorno
| Arbitro: | Achmüller |

|            |           |            |
| Dausch 49’ | Marcatori | 90’ Müller |

| Arbitro: | Thomsen |

|             |           |  |
| Kittner 32’ | Marcatori |  |

| Arbitro: | Benedum |

|                      |           |          |
| Kettemann 30’ (rig.) | Marcatori | 40’ Maek |

| Arbitro: | Ittrich |

|                               |           |  |
| Gunnlaugsson 70’ Kadrijaj 82’ | Marcatori |  |

| Arbitro: | Valentin |

|                           |           |                       |
| Fink 13’, 25’ (rig.), 57’ | Marcatori | 17’ Koçer 90’ Hebisch |

| Arbitro: | Unger |

|                                 |           |                           |
| Knappmann 32’ Agyemang 41’, 50’ | Marcatori | 38’ Lechleiter 56’ Dausch |

| Arbitro: | Dietz |

|                 |           |           |
| Fink 66’ (rig.) | Marcatori | 22’ Huber |

| Arbitro: | Nowak |

|                                     |           |  |
| Kempe 14’ (aut.) Kumbela 25’ (rig.) | Marcatori |  |

| Arbitro: | Dittrich |

|                              |           |             |
| Fink 54’ (rig.) Grüttner 84’ | Marcatori | 81’ Reimann |

| Heidenheim an der Brenz 19 marzo 2011, ore 14:00 CET 29ª giornata | Heidenheim | 0 – 0 referto | Aalen | Voith-Arena (10 000 spett.)\| Arbitro: \| Beitinger \| |
| Arbitro:                                                          | Beitinger  |               |       |                                                        |

| Arbitro: | Seidel |

|          |           |  |
| Sulu 52’ | Marcatori |  |

| Arbitro: | Dietz |

|                                        |           |                          |
| Zeitz 27’ (rig.) Pisano 58’ Kohler 89’ | Marcatori | 6’ Dausch 39’ Lechleiter |

| Aalen 9 aprile 2011, ore 14:00 CEST 32ª giornata | Aalen    | 0 – 0 referto | Sandhausen | Scholz-Arena (2 514 spett.)\| Arbitro: \| Kunzmann \| |
| Arbitro:                                         | Kunzmann |               |            |                                                       |

| Arbitro: | Gorniak |

|  |           |            |
|  | Marcatori | 65’ Dausch |

| Arbitro: | Unger |

|          |           |                          |
| Sulu 11’ | Marcatori | 42’ Ziemer 49’ Brosinski |

| Arbitro: | Benedum |

|             |           |               |
| Laurito 14’ | Marcatori | 9’ Lechleiter |

| Arbitro: | Willenborg |

|                                 |           |  |
| Traut 31’ Herröder 77’ Fink 88’ | Marcatori |  |

| Arbitro: | Steinhaus-Webb |

|            |           |               |
| Dausch 72’ | Marcatori | 40’ Benyamina |

| Arbitro: | Siebert |

|               |           |  |
| Reichwein 10’ | Marcatori |  |

### Coppa di Germania
| Arbitro: | Aytekin |

|                  |           |                 |
| Bauer 81’ (rig.) | Marcatori | 43’, 46’ Farfán |

## Statistiche

### Statistiche di squadra
| Competizione      | Punti | In casa | In casa | In casa | In casa | In casa | In casa | In trasferta | In trasferta | In trasferta | In trasferta | In trasferta | In trasferta | Totale | Totale | Totale | Totale | Totale | Totale | DR  |
| Competizione      | Punti | G       | V       | N       | P       | Gf      | Gs      | G            | V            | N            | P            | Gf           | Gs           | G      | V      | N      | P      | Gf     | Gs     | DR  |
| ----------------- | ----- | ------- | ------- | ------- | ------- | ------- | ------- | ------------ | ------------ | ------------ | ------------ | ------------ | ------------ | ------ | ------ | ------ | ------ | ------ | ------ | --- |
| 3. Liga           | 41    | 19      | 6       | 9       | 4       | 23      | 22      | 19           | 3            | 5            | 11           | 17           | 30           | 38     | 9      | 14     | 15     | 40     | 52     | -12 |
| Coppa di Germania | -     | 1       | 0       | 0       | 1       | 1       | 2       | 0            | 0            | 0            | 0            | 0            | 0            | 1      | 0      | 0      | 1      | 1      | 2      | -1  |
| Totale            | 41    | 20      | 6       | 9       | 5       | 24      | 24      | 19           | 3            | 5            | 11           | 17           | 30           | 39     | 9      | 14     | 16     | 41     | 54     | -13 |

### Andamento in campionato
| Giornata  | 1  | 2  | 3  | 4  | 5  | 6  | 7  | 8  | 9  | 10 | 11 | 12 | 13 | 14 | 15 | 16 | 17 | 18 | 19 | 20 | 21 | 22 | 23 | 24 | 25 | 26 | 27 | 28 | 29 | 30 | 31 | 32 | 33 | 34 | 35 | 36 | 37 | 38 |
| --------- | -- | -- | -- | -- | -- | -- | -- | -- | -- | -- | -- | -- | -- | -- | -- | -- | -- | -- | -- | -- | -- | -- | -- | -- | -- | -- | -- | -- | -- | -- | -- | -- | -- | -- | -- | -- | -- | -- |
| Luogo     | T  | C  | T  | C  | T  | C  | T  | C  | T  | C  | T  | C  | T  | C  | T  | C  | T  | T  | C  | C  | T  | C  | T  | C  | T  | C  | T  | C  | T  | C  | T  | C  | T  | C  | T  | C  | C  | T  |
| Risultato | P  | P  | N  | N  | P  | V  | P  | N  | N  | V  | P  | N  | V  | N  | V  | P  | P  | N  | P  | N  | P  | N  | P  | V  | P  | N  | P  | V  | N  | V  | P  | N  | V  | P  | N  | V  | N  | P  |
| Posizione | 19 | 17 | 17 | 17 | 19 | 16 | 19 | 19 | 17 | 16 | 16 | 16 | 14 | 13 | 10 | 12 | 14 | 14 | 16 | 19 | 19 | 20 | 20 | 16 | 17 | 17 | 18 | 18 | 18 | 17 | 17 | 17 | 16 | 16 | 16 | 16 | 16 | 16 |

Legenda:

Luogo: C = Casa; T = Trasferta. Risultato: V = Vittoria; N = Pareggio; P = Sconfitta.

### Statistiche dei giocatori
| Giocatore           | 3. Liga  | 3. Liga | 3. Liga     | 3. Liga    | Coppa di Germania | Coppa di Germania | Coppa di Germania | Coppa di Germania | Totale   | Totale | Totale      | Totale     |
| Giocatore           | Presenze | Reti    | Ammonizioni | Espulsioni | Presenze          | Reti              | Ammonizioni       | Espulsioni        | Presenze | Reti   | Ammonizioni | Espulsioni |
| ------------------- | -------- | ------- | ----------- | ---------- | ----------------- | ----------------- | ----------------- | ----------------- | -------- | ------ | ----------- | ---------- |
| R. Almeida-Knüttgen | 1        | 0       | 0           | 0          | 0                 | 0                 | 0                 | 0                 | 1        | 0      | 0           | 0          |
| B. Barg             | 38       | 1       | 3           | 0          | 1                 | 0                 | 0                 | 0                 | 39       | 1      | 3           | 0          |
| T. Bauer            | 22       | 2       | 3           | 0          | 1                 | 1                 | 0                 | 0                 | 23       | 3      | 3           | 0          |
| D. Bentele          | 1        | 0       | 0           | 0          | 0                 | 0                 | 0                 | 0                 | 1        | 0      | 0           | 0          |
| D. Bernhardt        | 38       | 0       | 1           | 0          | 1                 | 0                 | 0                 | 0                 | 39       | 0      | 1           | 0          |
| T. Brechler         | 7        | 0       | 1           | 0          | 1                 | 0                 | 0                 | 0                 | 8        | 0      | 1           | 0          |
| M. Dausch           | 35       | 9       | 12          | 0          | 1                 | 0                 | 0                 | 0                 | 36       | 9      | 12          | 0          |
| A. Fink             | 15       | 6       | 0           | 0          | 0                 | 0                 | 0                 | 0                 | 15       | 6      | 0           | 0          |
| L. Foelsch          | 0        | 0       | 0           | 0          | 0                 | 0                 | 0                 | 0                 | 0        | 0      | 0           | 0          |
| M. Grüttner         | 18       | 1       | 2           | 0          | 1                 | 0                 | 0                 | 0                 | 19       | 1      | 2           | 0          |
| C. Haas             | 20       | 4       | 1           | 0          | 0                 | 0                 | 0                 | 0                 | 20       | 4      | 1           | 0          |
| S. Herröder         | 9        | 1       | 2           | 0          | 0                 | 0                 | 0                 | 0                 | 9        | 1      | 2           | 0          |
| A. Hofmann          | 31       | 0       | 6           | 0          | 0                 | 0                 | 0                 | 0                 | 31       | 0      | 6           | 0          |
| M. Hohn             | 13       | 0       | 0           | 0          | 1                 | 0                 | 0                 | 0                 | 14       | 0      | 0           | 0          |
| Y. Kakoko           | 5        | 0       | 0           | 0          | 0                 | 0                 | 0                 | 0                 | 5        | 0      | 0           | 0          |
| D. Kempe            | 28       | 0       | 4           | 1          | 0                 | 0                 | 0                 | 0                 | 28       | 0      | 4           | 1          |
| R. Kettemann        | 29       | 1       | 5           | 0          | 1                 | 0                 | 0                 | 0                 | 30       | 1      | 5           | 0          |
| M. Klefenz          | 4        | 0       | 1           | 0          | 1                 | 0                 | 1                 | 0                 | 5        | 0      | 2           | 0          |
| R. Lechleiter       | 34       | 9       | 4           | 1          | 1                 | 0                 | 0                 | 0                 | 35       | 9      | 4           | 1          |
| J. Mensah           | 0        | 0       | 0           | 0          | 0                 | 0                 | 0                 | 0                 | 0        | 0      | 0           | 0          |
| M. Morys            | 9        | 1       | 2           | 0          | 0                 | 0                 | 0                 | 0                 | 9        | 1      | 2           | 0          |
| J. Mössmer          | 15       | 0       | 1           | 0          | 0                 | 0                 | 0                 | 0                 | 15       | 0      | 1           | 0          |
| P. Pless            | 0        | 0       | 0           | 0          | 0                 | 0                 | 0                 | 0                 | 0        | 0      | 0           | 0          |
| K. Ruiz             | 0        | 0       | 0           | 0          | 0                 | 0                 | 0                 | 0                 | 0        | 0      | 0           | 0          |
| T. Scheuring        | 30       | 0       | 2           | 1          | 1                 | 0                 | 0                 | 0                 | 31       | 0      | 2           | 1          |
| F. Schmidt          | 0        | 0       | 0           | 0          | 0                 | 0                 | 0                 | 0                 | 0        | 0      | 0           | 0          |
| A. Schön            | 22       | 1       | 2           | 0          | 1                 | 0                 | 0                 | 1                 | 23       | 1      | 2           | 1          |
| D. Serejo           | 0        | 0       | 0           | 0          | 0                 | 0                 | 0                 | 0                 | 0        | 0      | 0           | 0          |
| E. Soriano          | 12       | 0       | 2           | 0          | 1                 | 0                 | 0                 | 0                 | 13       | 0      | 2           | 0          |
| M. Strahler         | 0        | 0       | 0           | 0          | 0                 | 0                 | 0                 | 0                 | 0        | 0      | 0           | 0          |
| D. Strähle          | 0        | 0       | 0           | 0          | 0                 | 0                 | 0                 | 0                 | 0        | 0      | 0           | 0          |
| A. Sulu             | 37       | 3       | 10          | 0          | 1                 | 0                 | 0                 | 0                 | 38       | 3      | 10          | 0          |
| K. Thonhofer        | 0        | 0       | 0           | 0          | 0                 | 0                 | 0                 | 0                 | 0        | 0      | 0           | 0          |
| S. Traut            | 30       | 1       | 4           | 0          | 0                 | 0                 | 0                 | 0                 | 30       | 1      | 4           | 0          |
| F. Trettenbach      | 0        | 0       | 0           | 0          | 0                 | 0                 | 0                 | 0                 | 0        | 0      | 0           | 0          |
| E. Valentini        | 19       | 0       | 1           | 0          | 0                 | 0                 | 0                 | 0                 | 19       | 0      | 1           | 0          |
| M. Wehr             | 0        | 0       | 0           | 0          | 0                 | 0                 | 0                 | 0                 | 0        | 0      | 0           | 0          |
| F. Weiß             | 1        | 0       | 0           | 0          | 0                 | 0                 | 0                 | 0                 | 1        | 0      | 0           | 0          |
| O. Wild             | 0        | 0       | 0           | 0          | 0                 | 0                 | 0                 | 0                 | 0        | 0      | 0           | 0          |